# Nicolás Kicker
Nicolás Kicker (Merlo, 16 de agosto de 1992) es un tenista profesional de argentino.

## Carrera
Su mejor ranking individual es el N.º 78 alcanzado el 12 de junio de 2017, mientras que en dobles logró la posición 245 el 2 de noviembre de 2015. Ha ganados dos títulos del ATP Challenger Tour, ambos en 2016, y 10 de la categoría Future. Hasta el momento, no ha conseguido títulos de la categoría ATP.
A principios de 2017 logra meterse por primera vez entre los Top 100 del ranking ATP. En mayo logra su mayor triunfo hasta el momento derrotando a Nick Kyrgios (No. 19) en el Torneo de Lyon 2017 y alcanzando los cuartos de final de un ATP 250 por primera vez en su carrera. En julio, logró su mejor resultado hasta el momento en un torneo ATP 500, cuando en Hamburgo llegó a cuartos de final. Hizo su debut absoluto en un torneo en Grand Slam en Roland Garros 2017 con una victoria ante Damir Dzumhur en cuatro sets.
En su carrera le ha ganado a jugadores top 100 como: Dušan Lajović (2015), Dustin Brown, Nick Kyrgios (N°19), Damir Dzumhur, Mikhail Youzhny, Benolt Paire, Horacio Zeballos (2017), Jordan Thompson, Lukas Lacko y Taylor Fritz (2018)
En mayo de 2018 el tenista fue suspendido por tres años y multado con 25000 dólares por la Unidad de Integridad del Tenis, tras haber sido encontrado culpable de arreglar partidos en los Challengers de Padua y Barranquilla, ambos en 2015. Kicker fue acusado de dejarse ganar un partido de primera ronda en el Challenger de Barranquilla, en septiembre de 2015, ante el ecuatoriano Giovanni Lapentti: si bien el argentino ganó 6-2 el primer set, caería luego por 6-2 y 7-5. En ese momento Kicker se encontraba en la posición 171 del ranking ATP. 
La TIU también lo encontró responsable de arreglar el resultado de un partido del Challenger de Pádova, Italia, en junio de 2015. En este caso se trató de otro encuentro de primera ronda ante el rival coreano Lee Duck-hee, que lo derrotó sorpresivamente por 6-1 y 6-2. 
Luego de dicha suspensión, con 32 meses inactivo en torneos competitivos, volvió a las canchas en el torneo de Córdoba 2021 donde recibió una invitación para el cuadro principal.

## Torneos Challenger (6; 4 + 2)

### Individuales (4)
| N.º | Fecha                    | Torneo                     | Superficie    | Oponente en la final | Resultado        |
| --- | ------------------------ | -------------------------- | ------------- | -------------------- | ---------------- |
| 1.  | 19 de junio de 2016      | Challenger de Perugia      | Tierra batida | Blaž Rola            | 2-6, 6-3, 6-0    |
| 2.  | 5 de noviembre de 2016   | Challenger de Guayaquil    | Tierra batida | Arthur De Greef      | 6-3, 6-2         |
| 3.  | 15 de octubre de 2017    | Challenger de Buenos Aires | Tierra batida | Horacio Zeballos     | 6-7(5), 6-0, 7-5 |
| 4.  | 25 de septiembre de 2022 | Challenger de Villa María  | Tierra batida | Mariano Navone       | 7-5, 6-3         |

### Finalista (8)
| N.° | Fecha      | Torneo                      | Superficie    | Oponente en la final | Resultado         |
| --- | ---------- | --------------------------- | ------------- | -------------------- | ----------------- |
| 1.  | 12.07.2015 | Challenger de Todi          | Tierra batida | Aljaž Bedene         | 6-7, 4-6          |
| 2.  | 02.08.2015 | Challenger de Biella        | Tierra batida | Andrej Martin        | 4-6, 2-6          |
| 3.  | 14.02.2016 | Challenger de Santo Domingo | Tierra batida | Guido Andreozzi      | 0-6, 4-6          |
| 4.  | 14.08.2016 | Challenger de Fano          | Tierra batida | João Souza           | 4-6, 7-6(12), 2-6 |
| 5.  | 25.07.2021 | Challenger de Tampere       | Tierra batida | Jiří Lehečka         | 7-5, 4-6, 3-6     |
| 6.  | 10.07.2022 | Challenger de Todi          | Tierra batida | Pedro Cachín         | 4-6, 4-6          |
| 7.  | 27.11.2022 | Challenger de Temuco        | Dura          | Guido Andreozzi      | 6-4, 4-6, 2-6     |
| 8.  | 30.03.2025 | Challenger de Concepción    | Tierra batida | Emilio Nava          | 1-6, 6-7(3)       |

### Dobles (2)
| N.º | Fecha               | Torneo                    | Superficie            | Pareja                 | Rival en la final                    | Resultado            |
| --- | ------------------- | ------------------------- | --------------------- | ---------------------- | ------------------------------------ | -------------------- |
| 1.  | 17 de abril de 2016 | Challenger de Sarasota    | Tierra batida (verde) | Facundo Argüello       | Marcelo Arévalo Sergio Galdós        | 4-6, 6-4, [10-6]     |
| 2.  | 29 de abril de 2023 | Challenger de Tallahassee | Tierra batida (verde) | Federico Agustín Gómez | William Blumberg Luis David Martínez | 7-6(2), 4-6, [13-11] |

## Títulos ITF: 14
| Títulos (Sencillos) |
| ------------------- |
| Futures (14)        |

| N.º | Fecha                    | Torneo                              | Superficie    | Oponente                | Resultado           |
| --- | ------------------------ | ----------------------------------- | ------------- | ----------------------- | ------------------- |
| 1.  | 22 de septiembre de 2013 | Córdoba, Argentina                  | Tierra batida | Martín Cuevas           | 2–6, 6–4, 6–3       |
| 2.  | 29 de septiembre de 2013 | Córdoba, Argentina                  | Tierra batida | Pedro Cachín            | 6–3, 6–2            |
| 3.  | 22 de junio de 2014      | Villa María, Argentina              | Tierra batida | Tomás Lipovsek Puches   | 6–4, 6–3            |
| 4.  | 10 de agosto de 2014     | Misiones, Argentina                 | Tierra batida | João Pedro Sorgi        | 6–1, 6–2            |
| 5.  | 31 de agosto de 2014     | La Rioja, Argentina                 | Tierra batida | Juan Pablo Paz          | 7–6(7–4), 7–5       |
| 6.  | 7 de septiembre de 2014  | Santiago del Estero, Argentina      | Tierra batida | Federico Coria          | 6–3, 6–0            |
| 7.  | 14 de septiembre de 2014 | Villa del Dique, Argentina          | Tierra batida | Federico Coria          | 7–5, 6–1            |
| 8.  | 15 de marzo de 2015      | Guaymallén, Argentina               | Tierra batida | Juan Ignacio Galarza    | 6–3, 6–4            |
| 9.  | 17 de mayo de 2015       | Córdoba, Argentina                  | Tierra batida | Nicolás Alberto Arreche | 6–2, 6–0            |
| 10. | 31 de mayo de 2015       | Villa Allende, Argentina            | Tierra batida | Tomás Lipovsek Puches   | 6–1, 6–2            |
| 11. | 4 de abril de 2021       | Villa María, Argentina              | Tierra batida | Camilo Ugo Carabelli    | 6-3, 6-4            |
| 12. | 23 de mayo de 2021       | Pensacola, Estados Unidos           | Tierra batida | Adrian Andreev          | 6-7(4), 6-3, 6-2    |
| 13. | 13 de junio de 2021      | Santo Domingo, República Dominicana | Dura          | Igor Marcondes          | 6-7(5), 6-1, 7-6(2) |
| 14. | 20 de junio de 2021      | Tulsa, Estados Unidos               | Dura          | Genaro Alberto Olivieri | 6-4, 6-0            |